# Pucón
Pucón är en ort i Chile.   Den ligger i provinsen Provincia de Cautín och regionen Región de la Araucanía, i den södra delen av landet, 700 km söder om huvudstaden Santiago de Chile. Pucón ligger 236 meter över havet och antalet invånare är 26 953.
Terrängen runt Pucón är varierad.
I omgivningarna runt Pucón växer i huvudsak städsegrön lövskog. Runt Pucón är det glesbefolkat, med 15 invånare per kvadratkilometer.